# Kohäger
Kohäger (Ardea ibis) är en liten vit häger som ursprungligen förekommer i Asien och Afrika, men som har spritt sig till Europa och Nordamerika. Namnet syftar på artens vana att hålla sig nära boskap på jakt efter insekter som kreaturen skrämmer upp, eller till och med plockar insekter direkt från djurens ryggar. Jämfört med andra hägrar ses den i torrare områden, ofta långt från vatten. Arten ökar i antal och vidgar sitt utbredningsområde. Kohägrar öster om Iran i Asien urskiljs idag oftast som den egna arten orientkohäger (A. coromanda).

## Utseende

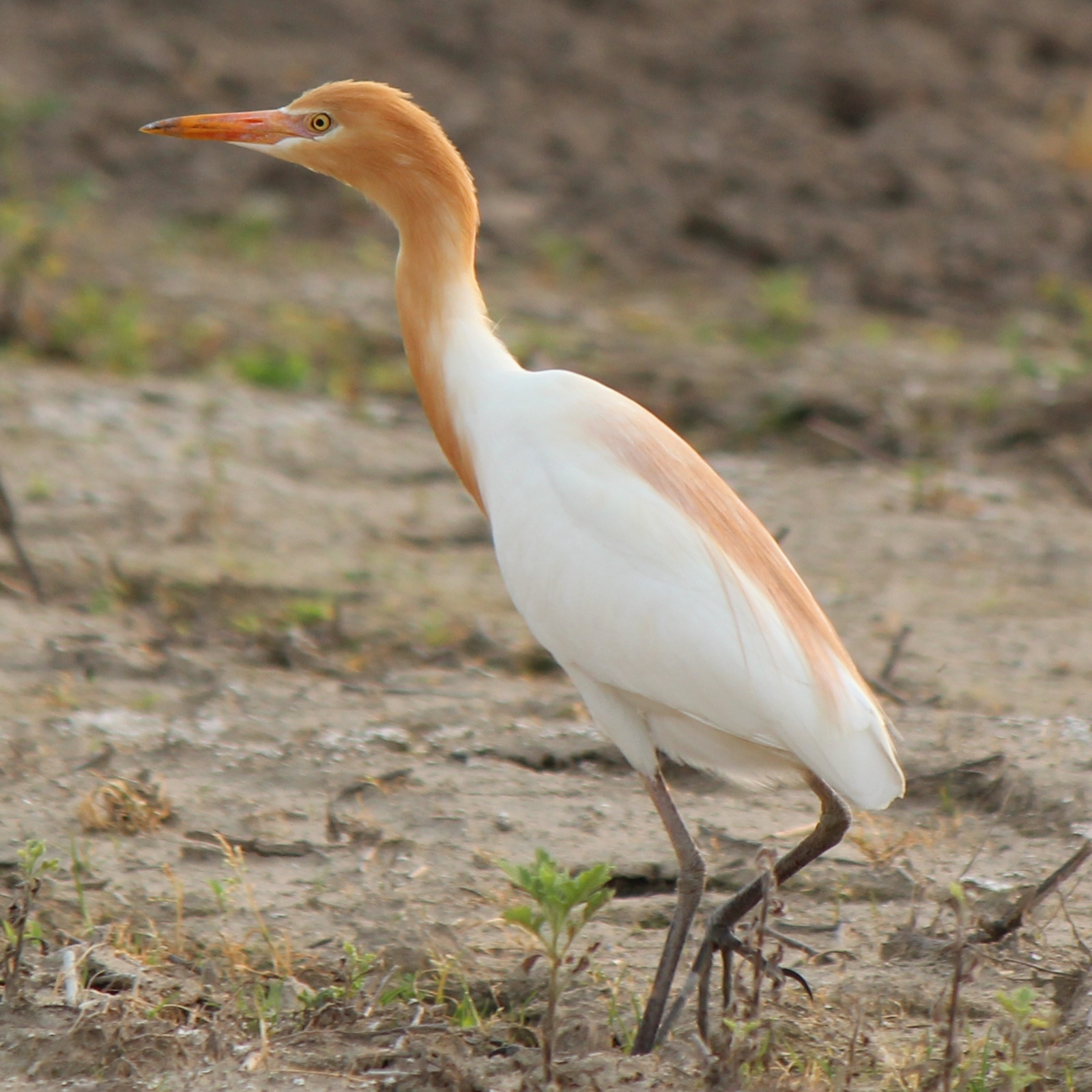
Orientkohäger (A. coromanda), oftast erkänd som egen art, här i häckningsdräkt.

Kohägern är mellan 42 och 52 cm lång, har ett vingspann på 80 till 100 cm och väger 200 till 600 gram. Den är kraftig och kort för att vara en häger och i förhållande till många andra arter inom familjen har den en kort, grov näbb som är spetsig, och kort hals som ofta är indragen. Den har grå ben och långa tår. Könen är lika och adulta fåglar har en helvit fjäderdräkt, gul näbb och riklig befjädring på hakan. I häckningsdräkt är den ljust rödbrun eller orange på bröstet, hjässan och ryggen och får en rödrosa ben- och näbbfärg, speciellt vid näbbroten. Juvenila fåglar har vit fjäderdräkt och svart näbb.
Kohägern (ibis) har annorlunda proportioner, skiljer sig i praktdräkt och har ett annat läte än orientkohägern (coromanda). Kohägern har kortare hals, näbb och ben, och i häckningsdräkt begränsas det orange till hjässa och plymer på rygg och bröst. Benen är vidare aldrig svarta.

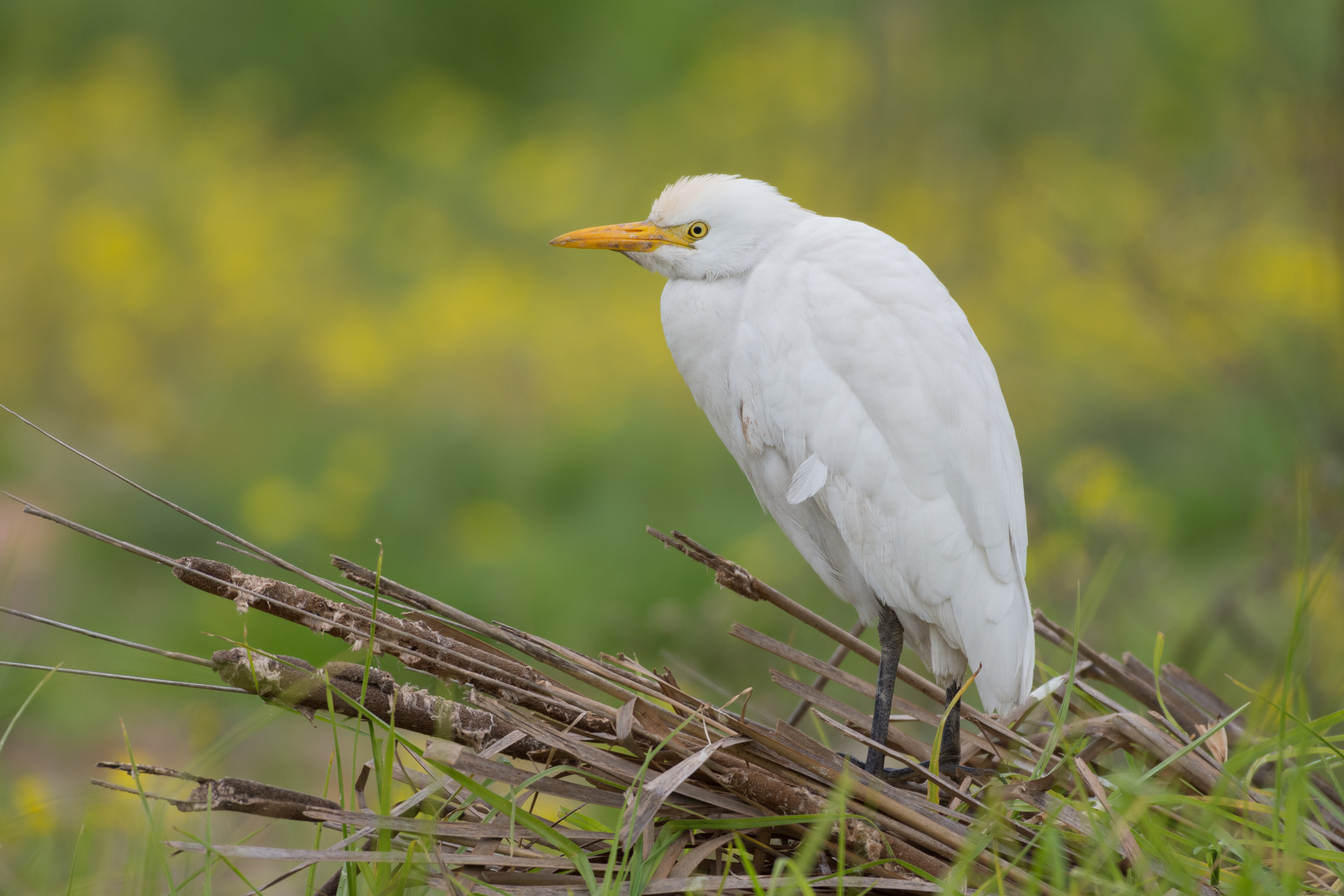
Kohäger utanför häckningstid då fjäderdräkten är helt vit.
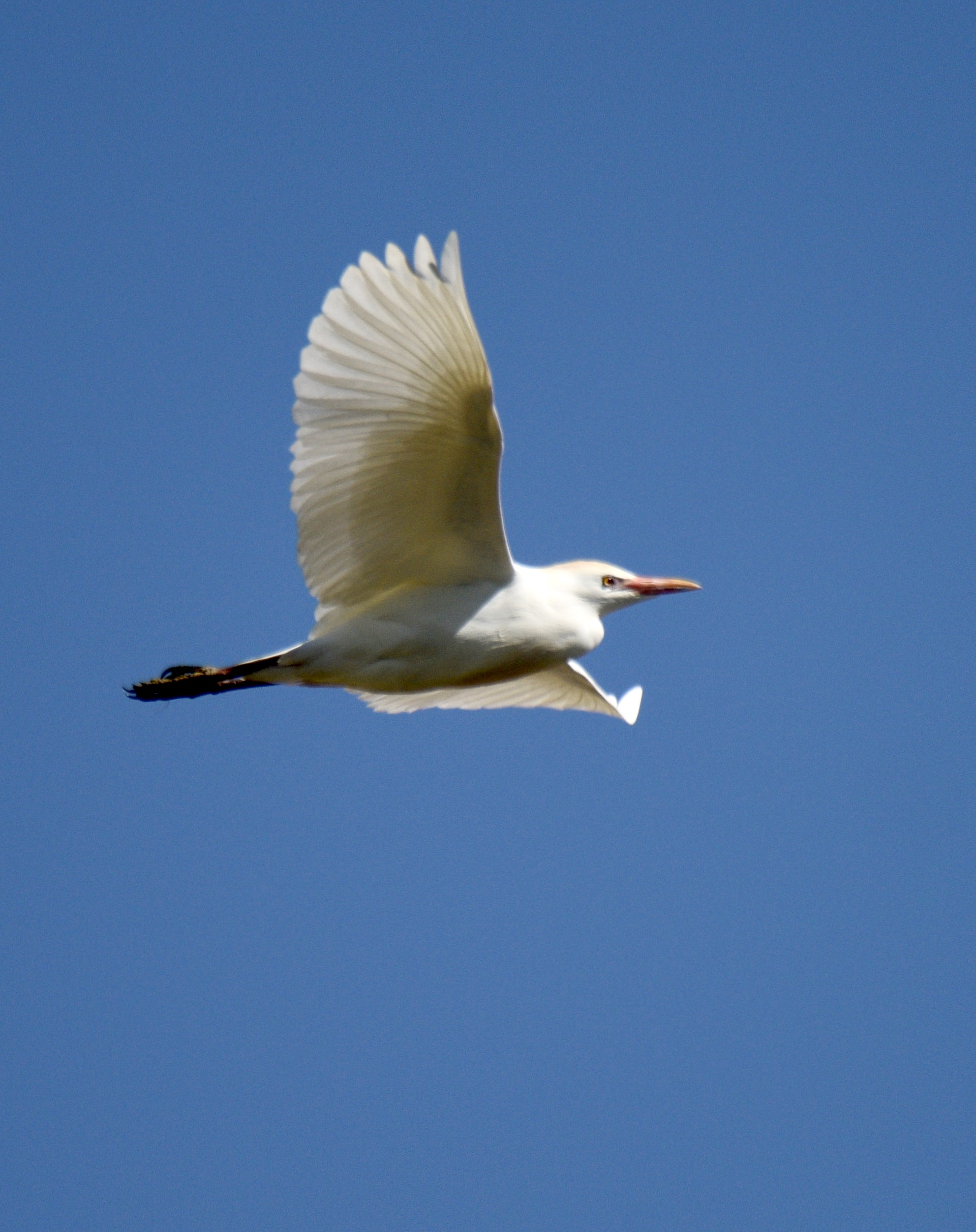
Kohäger i flykten.

## Läte
Vanligaste lätet är ett strävt "rick-räck". I flykten hörs också enstaviga kraxanden.

## Utbredning och systematik
Kohägern har sitt ursprung i gamla världen men har effektivt koloniserat världen och har idag ett mycket stort utbredningsområde kring ekvatorn och på södra halvklotet i varma regioner, på alla kontinenter förutom Australien och Antarktis. Dess västliga utbredningsgräns går vid Hawaii och den östliga i Iran. 
Tidigare inkluderades populationer längre österut i Asien och vidare till Nya Zeeland och Australien i kohägern, men dessa urskiljs vanligen som en egen art, orientkohäger (Ardea coromanda).

### Släktestillhörighet
DNA-DNA hybridisering indikerar att kohägern är närbesläktad med ägretthäger och mellanhäger (numera uppdelad i tre arter) som numera vanligen förs till släktet Ardea. Trots detta placerades arten länge i det egna släktet Bubulcus på grund av sin avvikande ekologi och morfologi. Senare studier av kärn-DNA och mitokondrie-DNA visar dock att Bubulcus tillhör samma klad och ligger inbäddad i Ardea, varför kohägern numera ofta placeras i släktet Ardea.

### Flyttning
Majoriteten är stannfåglar eller kortflyttare men det förekommer att fåglar efter häckning flyttar längre till andra områden vilket förmodligen är orsaken till att artens utbredning har ökat. Den nordliga populationen som häckar i USA, så långt norr ut som de Stora sjöarna, flyttar söderut om vintern.

### Kohägern i Europa

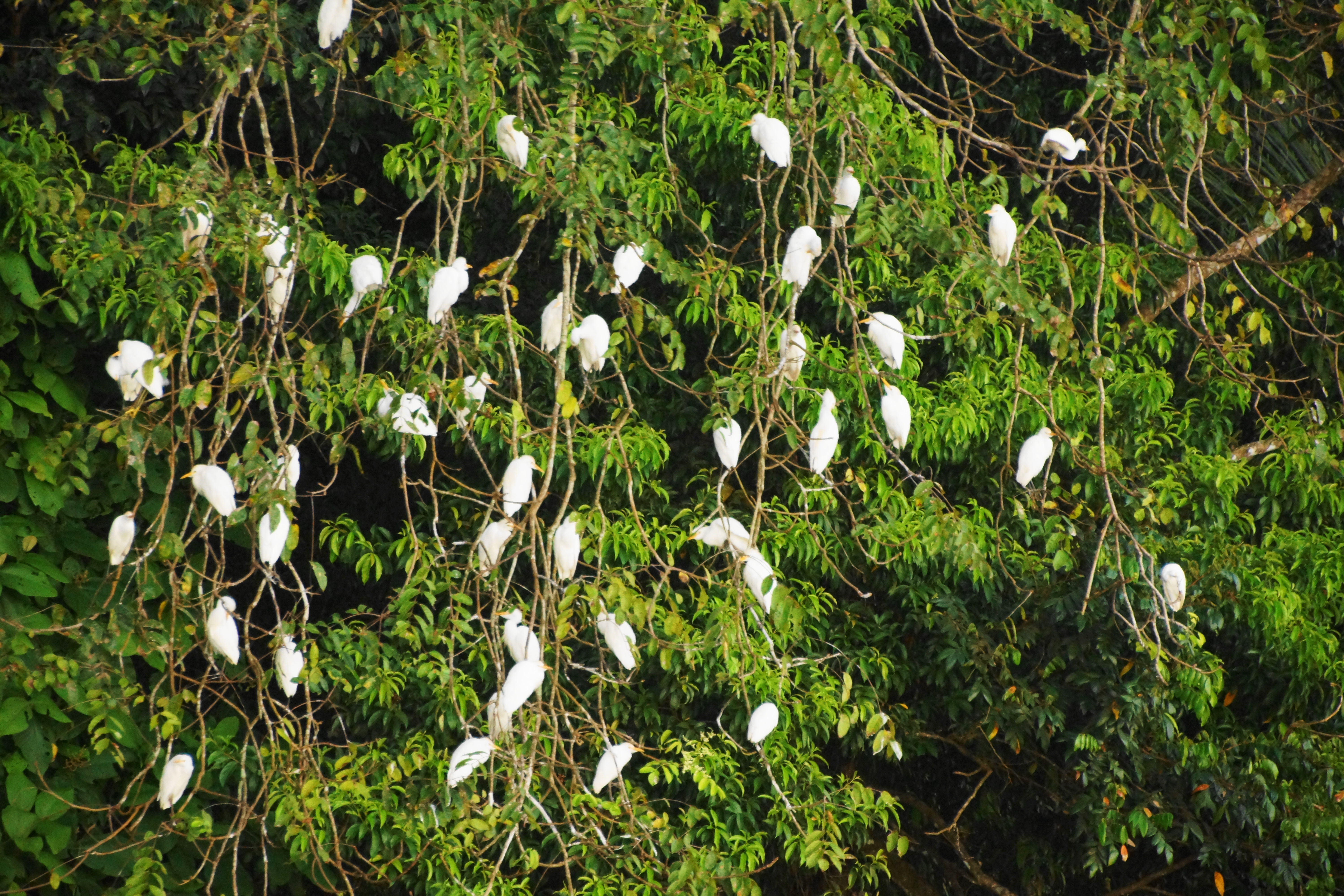
Kohägern uppträder gärna i stora flockar och häckar i kolonier.

I Europa häckar kohägern i Frankrike, Portugal, Spanien, Italien och Ryssland och dess utbredningsområde expanderar. Under 1900-talet observerades kohäger bara vid ett tillfälle i Sverige, en död individ som hittade i Åkersberga, Uppland 19 juli 1987. Denna individ var ringmärkt i Spanien 1986. I och med att kohägerns utbredningsområde expanderat i Europa har den observerats oftare och under perioden 2002 till 2020 observerades det 15 kohägrar i Sverige.

## Ekologi

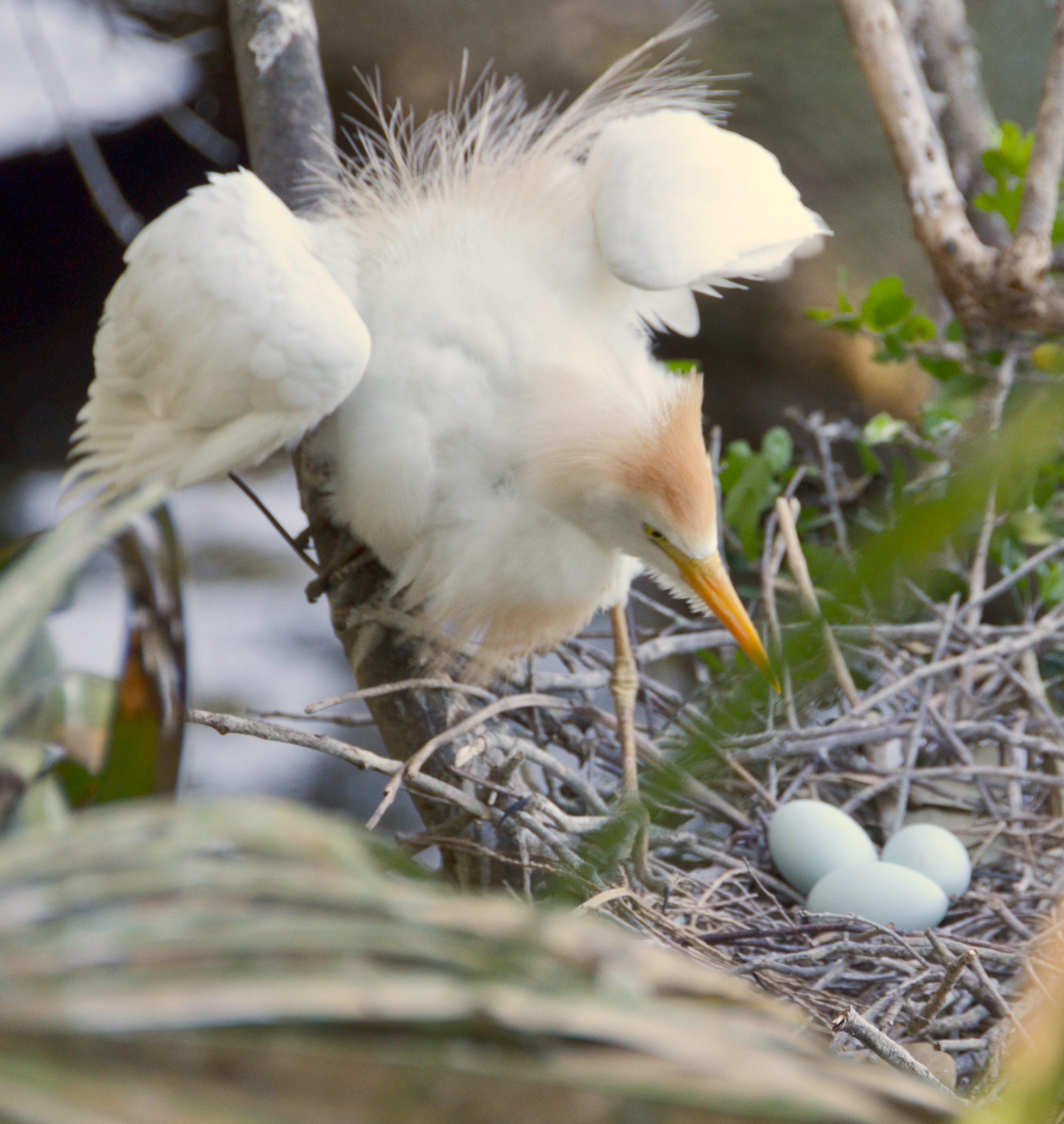
Häckande fågel med sina tre helvita ägg i boet.

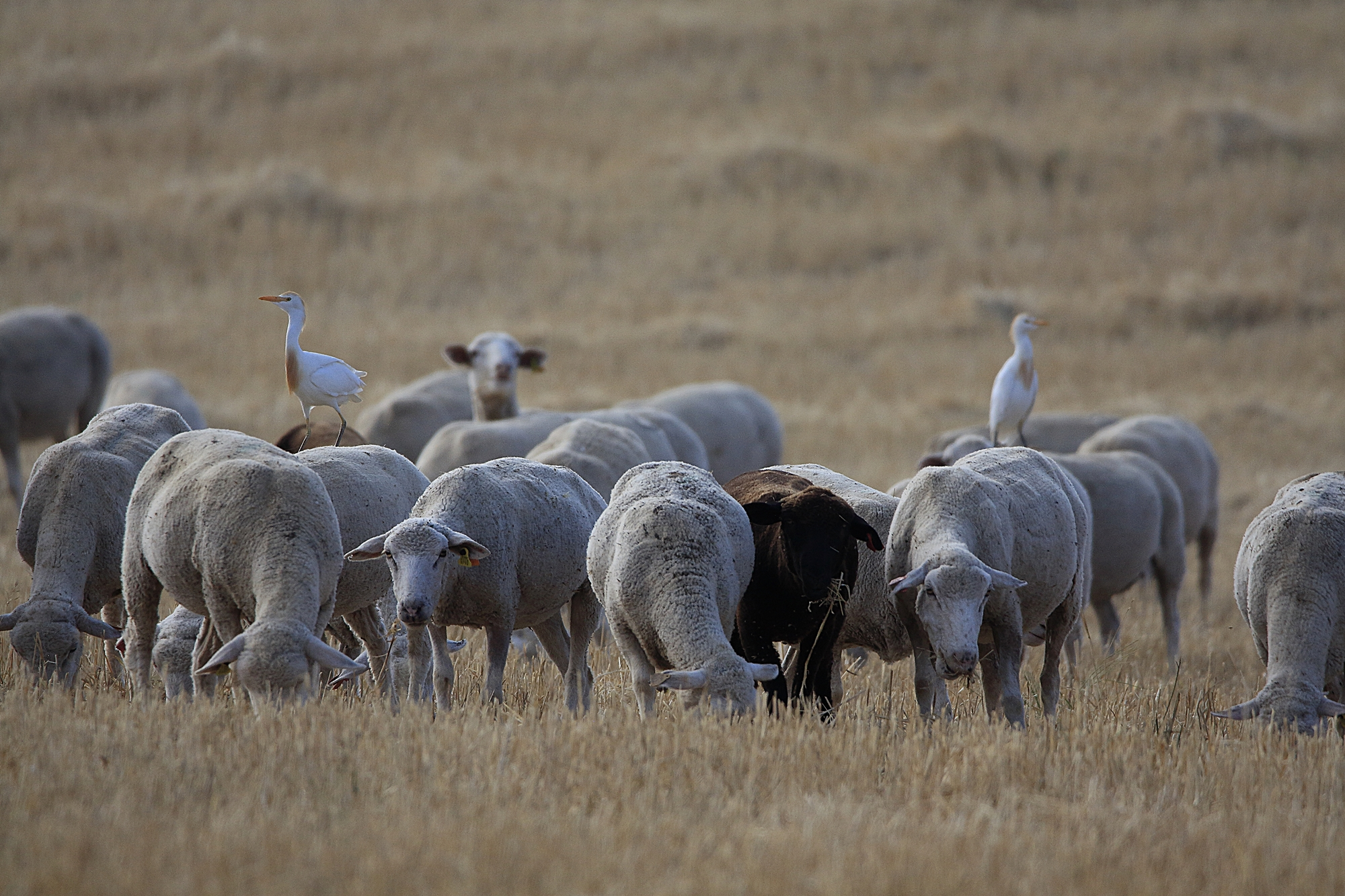
Kohägrar återfinns ofta tillsammans med stora betande däggdjur, som boskap, flodhästar och liknande.

### Häckning och biotop
Dess häckningsområden återfinns i stora våtmarker. Den häckar i kolonier ofta tillsammans med andra hägrar. Paret bygger ett plattformsliknande bo av kvistar i ett träd eller i en buske. Honan lägger mellan tre och fyra ägg, men kullar på upp till nio ägg har observerats. Paret ruvar gemensamt i 22 till 26 dygn och tar sedan även hand om ungarna som är flygga efter 30 till 35 dygn. Den återfinns ofta på torra områden med gräs till skillnad från andra arter inom familjen som förknippas med våtmarker.

### Föda
Kohägern lever av insekter, speciellt gräshoppor, och syns ofta flockvis i hagar och liknande där det finns betande boskap som rör upp insekter som fåglarna fångar. Ibland ställer den sig på ryggen av större djur, exempelvis kor, för att komma åt insekter.

## Status och hot
Arten har ett stort utbredningsområde och en stor population, och tros öka i antal. Utifrån dessa kriterier kategoriserar internationella naturvårdsunionen IUCN arten som livskraftig (LC), som dock även inkluderar orientkohägern i bedömningen. Världspopulationen (inklusive orientkohäger) uppskattas till mellan fyra och knappt tio miljoner individer, varav det i Europa tros häcka 76 100–92 300 par.
Stora häckningskolonier i urbana områden ses som en allmän olägenhet och fågeln kan där förföljas, antingen genom störningar för att förhindra bobygge, avlägsnande av bon eller direkt dödande. I häckningsområdet hotas den av degradering av våtmarksmiljöer och förstörelse genom till exempel dränering för konstbevattning eller för vattenkraft. I vissa områden är den också utsatt för pesticider. Arten jagas och handlas med på marknader för traditionell medicin i Nigeria.